# Chionaspis lithocarpicola
Chionaspis lithocarpicola är en insektsart som beskrevs av Takahashi 1942. Chionaspis lithocarpicola ingår i släktet Chionaspis och familjen pansarsköldlöss.
Artens utbredningsområde är Thailand. Inga underarter finns listade i Catalogue of Life.